# Anders Karlsson (centerpartist)
Anders Kenneth Karlsson, född 28 september 1961 i Sävsjö, är en svensk politiker (centerpartist). Han är ordinarie riksdagsledamot sedan 2023, invald för Jönköpings läns valkrets.
Karlsson var kommunalråd i Nässjö kommun för Centerpartiet mellan 2010 och 2023. Han har samtidigt arbetat halvtid med familjens lantbruk, som han drivit med sin bror.
Karlsson kandiderade i riksdagsvalet 2022 och blev ersättare. Han utsågs till ny ordinarie riksdagsledamot från och med 20 februari 2023 sedan Annie Lööf avsagt sig uppdraget. I riksdagen är Karlsson suppleant i miljö- och jordbruksutskottet, skatteutskottet och trafikutskottet.